# Past na muže
Past na muže (v anglickém originále The Man Trap) je první díl první řady seriálu Star Trek. Tento díl odstartoval 8. září 1966 vysílání Star Treku na NBC.

## Příběh
USS Enterprise doráží na oběžnou dráhu planety M-113, kde má být provedena rutinní lékařská prohlídka Roberta Cratera a jeho ženy Nancy, která je zároveň bývalou přítelkyní doktora McCoye. Na povrch planety se transportují kapitán Kirk, doktor McCoy a mladý člen výsadku Darnell. Po setkání s Nancy se ukazuje, že každý z výsadku ji vidí jinak. McCoyovi se jeví stále mladá jako v den, kdy ji viděl naposledy, kapitán Kirk ji vidí jako starší ženu a Darnell naopak jako mladou ženu, která jej zaujala na Wrigley – planetě potěšení. Když to Darnell oznámí ostatním, McCoy ho okřikne a Kirk pošle ven. Nancy tvrdí, že dojde pro svého může, aby se mohl zúčastnit lékařské prohlídky, ale ve skutečnosti venku svede a odvede Darnella.
Crater není z návštěvy příliš potěšen a chtěl by, aby Kirk s McCoyem odešli. Přesto se podvolí vyšetření. V tu chvíli se ozve křik Nancy zvenčí. Když tam ostatní přiběhnou, naleznou mrtvého Darnella s podivnými skvrnami na tváři a plodem zdejší jedovaté rostliny v ústech. Nancy tvrdí, že našla Darnella a chtěla mu říct, že se necítí uražená z toho, co předtím řekl, ale ten si mezitím kousl Borgie, jedovaté rostliny. Nancy i Robert Crater neustále po výsadku vyžadují dostatečné zásoby soli. Spock zjišťuje, že Borgie obsahuje alkaloidový jed, ale ani ten nevysvětluje podivné skvrny. McCoy později zjišťuje, že příčinou je naprostá absence choridu sodného v těle. Kirk se vydává na planetu s novým výsadkem. Crater při výslechu utíká, zatímco Nancy zabíjí další dva muže výsadku, přebírá podobu jednoho z nich a spolu s Kirkem a McCoyem se transportuje na Enterprise. Stvoření vydávající se za člena posádky potřebuje nutně sůl, kterou chce najít kdekoliv po lodi. Když dorazí k McCoyově kajutě, vezme na sebe opět podobu Nancy. Spock na planetě objevuje mrtvolu Greena, zavražděného člena původního výsadku, jehož podobu na sebe mimozemšťan převzal. Když najdou i Cratera, ten jim objasňuje, že stvoření, které zabilo před více než rokem Nancy Craterovou, nedokáže žít bez soli a může převzít jakoukoliv podobu. Vysvětluje, že jde o poslední exemplář svého druhu, ale odmítá tvora na lodi identifikovat. Kirk přikáže McCoyovi použít sérum pravdy.
James Kirk chce nalákat tvora na tablety soli, ale kvůli McCoyovi se mu to nepodaří, a ocitá se tak v ohrožení života. McCoy není schopen po tvoru vystřelit do doby, než Spock na stvoření zaútočí. Nakonec McCoy narušitele zastřelí ještě předtím, než stihne z Kirka vysát veškerou sůl jako u předchozích obětí.